# Moingt (fiume)

## Geografia
La lunghezza del corso d'acqua è di 22,6 km. Nella parte a monte è anche conosciuto come torrente del Cotoyet o il Cotayet. Il SANDRE ne conferma la confluenza con il Vizézy.
La sua sorgente si trova nei monti del Forez a 1056 m s.l.m., nel territorio comunale di Lérigneux, a nord-ovest della montagna di Baudoux, tra le località dette Fond du Sac e Boisseanlée.
Esso confluisce con il Vizézy, nel comune di Mornand-en-Forez, a 354 m d'altitudine a est delle paludi di Bullieux, palude Justice e palude Bourru, e leggermente a valle (500 metri) dalla confluenza del Vizézy con il Comolon a 357 m d'altitudine.

### Comuni e cantoni attraversati

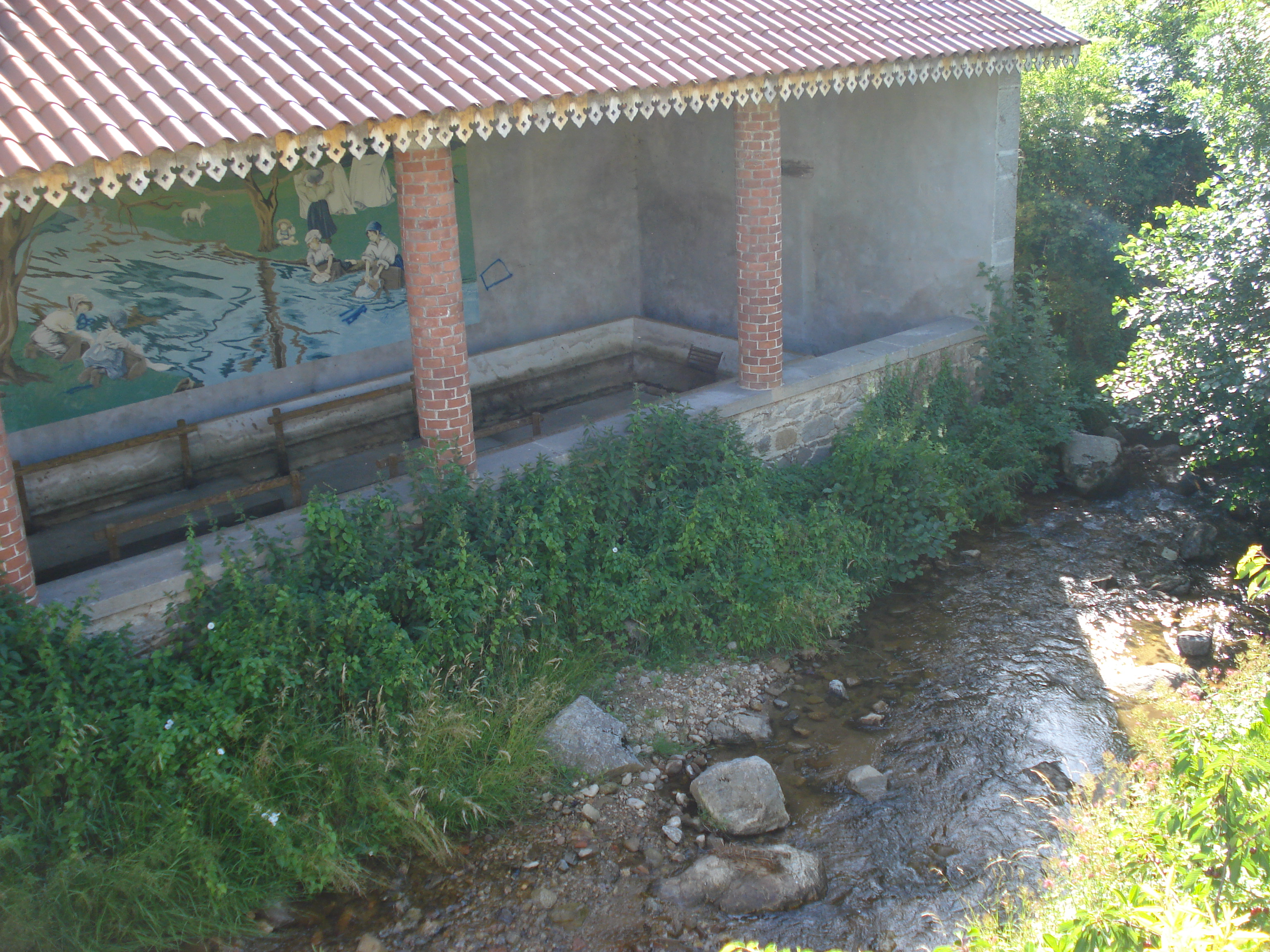
Lavatoio con acque del Moingt a Montbrison; costruito nel 1892 e lungo 17,5 metri.

Nel solo dipartimento della Loira, il Moingt attraversa i sei comuni seguenti, in un solo cantone, da monte verso valle, di Lérigneux (captazione delle sorgenti), Bard, Écotay-l'Olme, Montbrison, Savigneux, Mornand-en-Forez (confluenza).
In termini di cantoni, il Moingt nasce, attraversa e confluisce nel solo cantone di Montbrison, nell'omonimo arrondissement.

### Bacino versante
Il Moingt condivide il bacino versante del Le Vizezy dalla sua sorgente al Moingt (C) (K075) di 149 km².

### Organismo gestionale
L'organismo gestionale è l'EPTB Loire.